# Пандіковське сільське поселення
Пандіко́вське сільське поселення (рос. Пандиковское сельское поселение) — муніципальне утворення у складі Красночетайського району Чувашії, Росія. Адміністративний центр — село Пандіково.

## Населення
Населення — 1155 осіб (2019, 1503 у 2010, 2074 у 2002).

## Склад
До складу поселення входять такі населені пункти:
| Населений пункт       | Населення, осіб (2002) | Населення, осіб (2010) |
| --------------------- | ---------------------- | ---------------------- |
| Кошкільдіно, присілок | 150                    | 111                    |
| Лоба, присілок        | 24                     | 16                     |
| Міжеркаси, село       | 422                    | 307                    |
| Осиново, присілок     | 125                    | 108                    |
| Пандіково, село       | 237                    | 187                    |
| Пітішево, присілок    | 462                    | 338                    |
| Хвадукаси, присілок   | 323                    | 214                    |
| Хірлукаси, присілок   | 331                    | 222                    |